# Горбань, Борис Павлович
Борис Павлович Горбань (1913 — ?) — советский государственный деятель, председатель исполнительного комитета Черниговского промышленной областного совета депутатов трудящихся. Депутат Верховного Совета УССР 6-го созыва.

## Биография
Член ВКП(б).
В 1954 — марте 1955 г. — исполняющий обязанности заместителя председателя исполнительного комитета Черниговского областного совета депутатов трудящихся. В марте 1955 — январе 1963 г. — заместитель председателя исполнительного комитета Черниговского областного совета депутатов трудящихся.
В январе 1963 — декабре 1964 г. — председатель исполнительного комитета Черниговского промышленной областного совета депутатов трудящихся.

## Награды
- орден Трудового Красного Знамени (26.02.1958)
- ордена
- медали

## Ссылка
- Справочник по истории Коммунистической партии и Советского Союза 1898—1991